# 松村好子
松村 好子（まつむら よしこ、女性、現姓・神田、1941年12月9日 - ）は、日本の元バレーボール選手。1964年東京オリンピックバレーボール女子金メダリスト。

## 来歴
大阪府出身。守口市立庭窪中学校でバレーを始め、四天王寺高等学校卒業後に、日紡貝塚に入社した。ポジションはレシーバー。現役時代の身長は169cm。東京オリンピック後に引退。

## 球歴
- 所属チーム履歴

四天王寺高校 → 日紡貝塚
- 全日本代表としての主な国際大会出場歴
  - オリンピック - 1964年
  - 世界選手権 - 1962年